# TV 2 Charlie
TV 2 Charlie er en dansk tv-kanal, der gik i luften d. 1. oktober 2004, som den tredje tv-kanal i TV 2-familien. Sune Roland Jensen er kanalchef for TV 2 Charlie. Kanalen er målt på seertal Danmarks tredjestørste.
Den er den tredje kanal i TV 2-familien og er en del af datterselskabet TV 2 Networks, der desuden omfatter TV 2 Zulu.
Navnet Charlie refererer til Charlie Chaplin og er valgt, fordi kanalen – som Chaplin – både vil underholde og give stof til eftertanke. Oprindeligt skulle kanalen have heddet Tango, men navnet blev ændret umiddelbart før offentliggørelsen. Kanalen henvender sig til det voksne publikum med krimier, filmklassikere og underholdning. Omkring en fjerdedel af programfladen er danskproduceret. 
TV 2 Charlie er finansieret gennem abonnementer og reklamer, og kan kun ses via kabel, satellit, digital antenne og TV 2 Play. 
Paul Becker er TV2 Charlies eneste speaker.

## Programmer

### Danske programmer på Charlie
| Program                       | Vært                 | Genre                       | Beskrivelse |
| ----------------------------- | -------------------- | --------------------------- | --- |
| Charlie Quizzen               | Amin Jensen          | Quiz/Underholdning          | Holdkaptajnerne Henrik Lykkegaard og Jette Torp får besøg af en kendt dansker. Husorkester bestående af pianist Jens Krøyer.                 |
| Hvem kender hvem              | Peter Kær            | Underholdning/Quiz          | |
| Top Charlie                   | Keld Heick           | Dansktop                    | |
| Min og Mine Sange             | Keld Heick           | Dansktop                    | |
| Fællessang på Charlie         | Johnny Reimar        | Dansktop/Fællessang         | Johnny Reimar drager land og rige rundt, med fællessang sammen med Ben9boss 9 mands store husorkester og gæste sangsolister.                 |
| Spørg Charlie                 | Michael Meyerheim    | Underholdning/brevkasse     | Et panel bestånde af f.eks. Niels Hausgaard, Ulla Terkelsen, Signe Svendsen, Jens Gaardbo, Jacob Haugaard, Lisbet Dahl. Dog kun 4 ad gangen. |
| Ærligt og kæligt              |                      | Underholdning               | |
| Talkshowet Meyerheim          | Michael Meyerheim    | Underholdning               | |
| De bedste grin (Nyhed 2011)   | Jarl Friis Mikkelsen | Underholdning               | |
| Store stygge Ulf (Nyhed 2011) |                      | Sketchshow                  | Sketchshow med Ulf Pilgaard, Pernille Højmark og Gordon Kennedy                                                                              |
| Ole & Jarl                    |                      | TV-serie (Sitcom)           | Sitcom med Jarl Friis-Mikkelsen og Ole Stephensen. Serien minder om Casper og Franks Klovn, bare for de ældre seere                          |
| Carmen og Colombo             |                      | TV-serie                    | Med: Dick Kaysø, Ditte Gråbøl, Vicki Berlin                                                                                                  |
| Grimasser der passer          | Mette Lisby          | Quiz/Underholdning          | |
| Jarls Quix Show               | Jarl Friis Mikkelsen | Underholdning/Quiz          | Kommer i 2012 - Formatet bliver lidt à la Jarlens tidligere quizprogram på DR1 'aHA!'.                                                       |
| Lige i Skabet                 | Lars Hjortshøj       | Underholdning/livsstilsquiz | Optagelserne er i gang i frem til den 05-09-2017.                                                                                            |

-

## Udenlandske programmer
- Amys ret
- Dallas
- En sag for Frost
- Fint skal det være
- Holby City
- Kommissær Rex
- Bjergets helte
- New York Blues
- For himlens skyld
- Sams Bar
- Små og store synder
- Tornfuglene

## Logoer
- TV 2 Charlie's anden logo, som blev brugt fra 2009 indtil 2010.
- TV 2 Charlie's sjette logo, som blev brugt fra 2019 indtil 2023.
- TV 2 Charlie's syvende og nuværende logo, der har været brugt siden 2023.

## Events
- Top Charlie i Parken
- Charlies Hjertegalla – indsamlingsshow til fordel for Hjerteforeningen, sendt direkte fra Allerhuset i København. Har fundet sted i 2011 og 2012
- Charlies Revygalla -  awardshow, der skal hylde den danske revyscene med fest og underholdning. Sendes fra Cirkusbygningen i København. Finder sted første i 2013.